# 2. HOL za žene 1997./98.
Druga hrvatska odbojkaška liga za žene za sezonu 1997./98. je predstavljala drugi rang odbojkaškog prvenstva Hrvatske za žene. Ligu je činilo dvadeset i osam klubova raspoređenih u četiri skupine - Istok, Centar, Zapad i Jug.

## Poredak

### Istok
1. Vinkovci A.P. (Vinkovci)
2. Donji Miholjac (Donji Miholjac)
3. ABC Promet II (Osijek)
4. Belišće (Belišće)
5. Čepin (Čepin)
6. Valpovo (Valpovo)

### Centar
1. Mladost (Zagreb)
2. Metaval (Sisak)
3. Alfa Feniks (Zagreb)
4. Karlovac (Karlovac)
5. Viadukt II (Zagreb)
6. Vrbovec (Vrbovec)
7. Sisak (Sisak)
8. Čazmatrans II (Čazma)

### Zapad
1. Kastav (Kastav)
2. Gornja Vežica (Rijeka)
3. Pula - Istarska banka II (Pula)
4. Veli Vrh (Pula)
5. Rovinj (Rovinj)
6. Rijeka II (Rijeka)

### Jug
1. Brda (Split)
2. Šibenik (Šibenik)
3. Kaštela - Kaštelanska rivijera II (Kaštel Stari)
4. Makarska (Makarska)
5. Dubrovnik II (Dubrovnik)
6. Zadar (Zadar)
7. Arka (Split)
8. Domagoj (Opuzen)

### Kvalifikacije za 1. ligu
1. Mladost (Zagreb)
2. Vinkovci A.P. (Vinkovci)
3. Brda (Split)
4. Kastav (Kastav)

## Unutarnje poveznice
- 1. HOL za žene 1997./98.